# De Havilland Express
O de Havilland Express, também conhecido como de Havilland D.H 86, foi um avião de transporte quadrimotor produzido pela de Havilland entre 1934 e 1937. Foi desenvolvido a partir do DH.84 Dragon.

## Variantes
| Variante | Característica | Qtd. produzida                     |
| -------- | --- | ---------------------------------- |
| D.H.86   | Biplano quadrimotor de transporte médio. Primeira versão de produção, as quatro primeiras unidades tinham assento apenas para o piloto | 32                                 |
| D.H.86A  | Versão melhorada com trem de pouso com pneus, leme em metal e panorâmica modificada.                                                   | 20 convertidos para D.H.86B padrão |
| D.H.86B  | Equipado com "Escudo-Zulu" nas aletas da ponta da cauda.                                                                               | 10                                 |